# پلووکا
پلووکا (به بلغاری: Plovka) یک منطقهٔ مسکونی در بلغارستان است که در شهرستان کیرکوفو واقع شده است.